# David Stearns
David Stearns (né circa 1985 à Manhattan aux États-Unis) est le directeur général des Brewers de Milwaukee, un club de la Ligue majeure de baseball.

## Biographie
Diplômé en sciences politiques de Harvard en 2007, David Stearns fait ses premières armes dans le monde du baseball durant ses études, alors qu'il est stagiaire chez les Pirates de Pittsburgh. Après avoir été brièvement à l'emploi de la Ligue d'automne d'Arizona au terme de ses études, il est engagé par les Mets de New York, l'équipe de la ville où il a grandi. 
Il travaille de 2008 à 2011 au bureau du commissaire du baseball à New York, où il occupe, au moment de quitter son poste, le rôle de manager des relations de travail. En trois ans aux bureaux de la ligue, il assiste aux procédures d'arbitrage salarial et fait partie de l'équipe de négociateurs de la Ligue majeure de baseball au moment du renouvellement de la convention collective signée avec l'Association des joueurs.
En 2011 et 2012, Stearns est directeur des opérations baseball chez les Indians de Cleveland.
De 2013 à 2015, il est assistant du directeur général Jeff Luhnow des Astros de Houston. Il est à l'avant-plan d'un ambitieux plan de reconstruction des Astros, qui connaissent trois saisons de plus de 100 défaites, dont 111 en 2013, avant de redevenir une équipe gagnante en 2015 grâce aux efforts de Luhnow et ses assistants.
Le 21 septembre 2015, David Stearns est nommé directeur général des Brewers de Milwaukee. À 30 ans, il est la plus jeune personne qui occupe à ce moment un tel poste dans les Ligues majeures de baseball. Il est le 9e directeur général de la franchise des Brewers et succède à Doug Melvin, qui avait annoncé son départ six semaines plus tôt. Au cours de l'automne et de l'hiver qui suivent, Stearns poursuit le travail amorcé en juillet par son prédécesseur et continue d'échanger les joueurs établis des Brewers en retour de joueurs d'avenir : ainsi quittent Milwaukee les Francisco Rodríguez, Adam Lind, Jason Rogers et Jean Segura.